# 歐陽正煥
欧阳正焕（1709年—1760年），字瑶冈，一字淑之，号慕耕，别号竹洤，湖南衡山人。清朝政治人物、學者。

## 生平
祖居吴集（今衡东县吴集镇）厚田冲耕读之家。乾隆六年（1741年）辛酉科鄉試第一（解元），乾隆十年（1745年）成乙丑科进士，选翰林院庶吉士，授编修，之后历任乡试考官，监察御史等职。官至江南道御史。乾隆二十二年（1757年）获聘为岳麓书院山长。乾隆二十五年（1760年）因父丧哀毁病卒。
诗文现存《静一堂会课小叙》、《竹洤诗文稿》等。